# Vuk (film)
Vuk is een Hongaarse tekenfilm van Pannonia Filmstudio uit 1981, gebaseerd op de gelijknamige roman van István Fekete. De regie werd verzorgd door Attila Dargay.
De hoofdpersoon Vuk is een vos.

## Verhaal
De jonge vos Vuk, die samen met zijn ouders en broers en zussen in een nest woont, sluipt op een dag zijn vader achterna om het jagen alvast te leren. Nadat Vuk door zijn vader wordt teruggestuurd, verdwaalt hij in eerste instantie. Als Vuk later bij het nest van zijn ouders arriveert, blijkt zijn hele familie te zijn meegenomen door een jager. Vuk wordt hierna geadopteerd en verder opgevoed door zijn oom Karak.
Als Vuk wat ouder is en de boerderij van de jager durft te betreden, leert hij een jonge vrouwtjesvos kennen die in een kooi zit opgesloten en zij wordt zijn partner. Als Karak later wordt neergeschoten, besluit Vuk zijn oom te wreken. Hij slaagt er diverse malen in de jager te bestelen. De jager zet vallen uit voor Vuk, waar echter alleen zijn eigen honden in lopen.
Aan het eind van de film stichten Vuk en zijn vriendin een gezin.

## Stemacteurs
| Acteur             | Personage |
| ------------------ | --------- |
| József Gyabronka   | Vuk       |
| Judit Pogány       | jonge Vuk |
| Teri Földi         | Fny       |
| Gyula Szabó        | Kag       |
| László Csákányi    | Karak     |
| Erzsébet Kútvölgyi | vos       |
| Tibor Bitskey      | Verteller |
| Róbert Koltai      | Simaboru  |